# Carlos Liscano

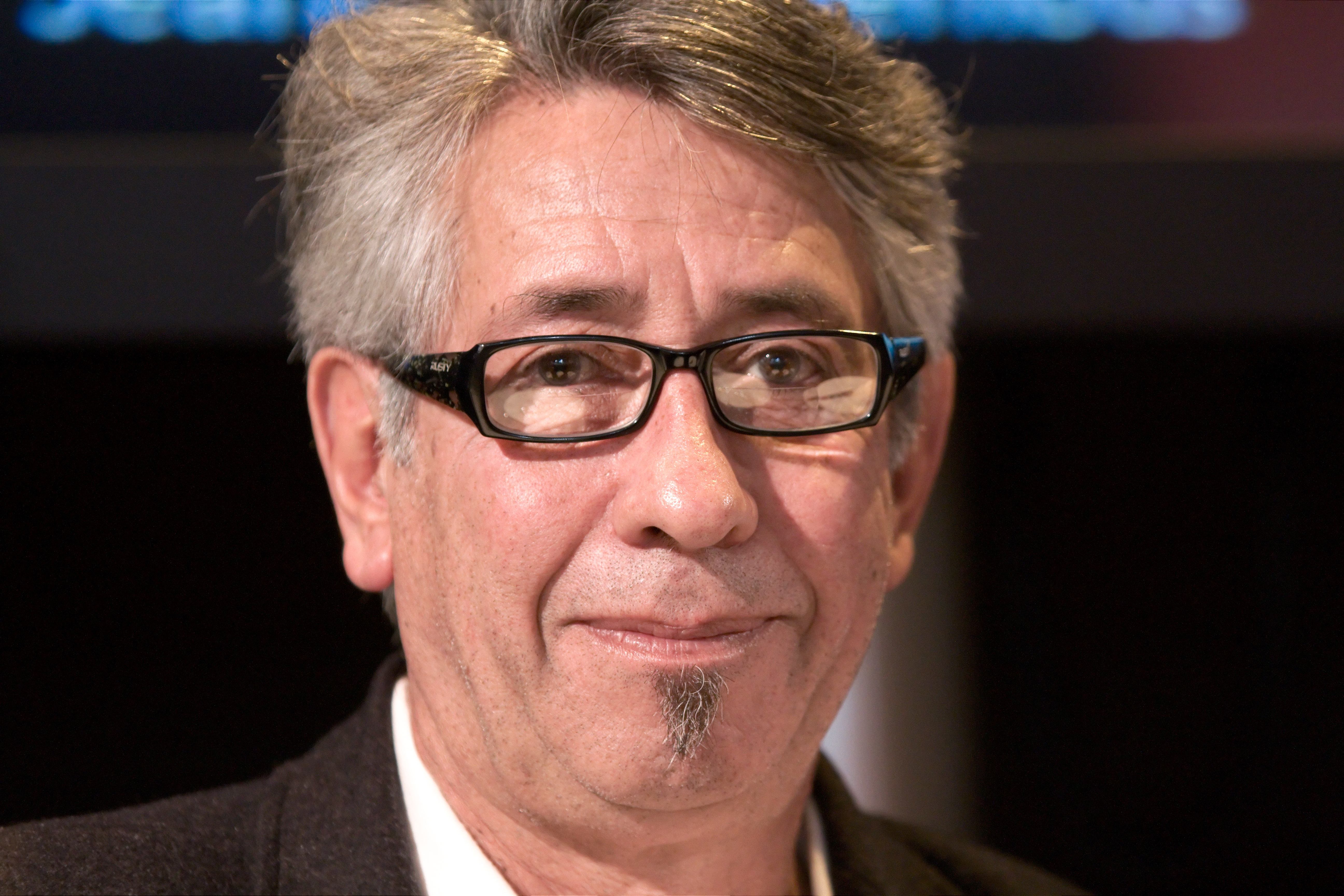
Carlos Liscano (2010)

Carlos Liscano (* 18. März 1949 in Montevideo; † 25. Mai 2023) war ein uruguayischer Schriftsteller und Übersetzer.

## Leben
Carlos Liscano verbrachte 13 Jahre seines Lebens aus politischen Gründen in Haft. Später zog er dann nach Schweden, kehrte jedoch 1996 nach Uruguay zurück und ließ sich in Montevideo nieder. Er schrieb zahlreiche Romane, Geschichten, Erzählungen und Gedichte. Zudem betätigte er sich als Übersetzer. Zwischen 1994 und 2001 wurden insgesamt neun Theaterstücke von ihm in Schweden, Uruguay, Frankreich, Italien und Spanien veröffentlicht. Für sein schriftstellerisches Wirken wurde er umfangreich prämiert. So erhielt er für seinen Roman "Memorias de la guerra reciente" 1989 den Premio Serena Foglia. Im selben Jahr wurde sein Gedicht "¿Estará no más cargada de futuro?" mit einer Erwähnung der Intendencia von Montevideo versehen. Die gleiche Auszeichnung wurde ihm für seine Geschichtssammlung "El charlatán" 1993 zuteil. Die Intendencia verlieh ihm überdies 1991 den Zweiten Preis für "Agua estancada y otras historias", das im Folgejahr auch mit dem Premio Bartolomé Hidalgo ausgezeichnet wurde. 2001 erhielt er den Premio Bartolomé Hidalgo ein weiteres Mal. 1993 wurde er mit dem Preis der Stadt Stockholm ausgezeichnet. 1996 verlieh ihm die Intendencia ihren Theaterpreis für "Mi Familia". Zudem erhielt er seitens des Uruguayischen Bildungs- und Kultusministeriums den Zweiten Preis für "Miscellanea observata" und 2002 den Ersten Preis für "El furgón de los locos". 2008 wurde er mit dem Publikumspreis beim Festival von Lüttich für "Ma Famille" geehrt.

## Veröffentlichungen (Auswahl)

### Eigene Werke
- "El método y Otro juguletes carcelarios", 1987
- "Memorias de la guerra reciente", Roman, 1988
- "¿Estará no más cargada de futuro?", 1989
- "Agua estancada y otras historias", 1991
- "La mansión del tirano", Roman, 1992
- "El charlatán", 1994
- "El camino a Itaca", Roman, 1994
- "Miscellanea observata", 1995
- "La ciudad de todos los vientos", Roman, 2000
- "El furgón de los locos", 2001

### Übersetzungen
- "Tu momento en la tierra", 1995
- "Peer Gynt"
- "La Señorita Julia", 1999